# Самуил Видас
Самуил Вѝдас е български музикален педагог и диригент.

## Биография
Роден е на 26 септември 1924 г. във Фердинанд. Завършва хорово дирижиране в Българска държавна консерватория в София през 1956 г., където учи при Г.П. Димитров и Д. Русков. През 1947 – 1950 г. завежда художествената самодейност в Столичното командване на милицията. Работи като артист-оркестрант в Ансамбъла на Министерство на вътрешните работи в периода 1950 – 1958 г. През 1958 – 1960 г. е диригент на Ансамбъла на Централния дом на Народната армия и на хор „Георги Кирков“. От 1959 г. е преподавател по хорово дирижиране в Консерваторията в София.
Автор е на статии по практика и теория на хоровото дирижиране.
Умира на 5 юли 1984 г. в София.